# 9 Horas de Kyalami
Las 9 Horas de Kyalami es una carrera de automóviles deportivos de resistencia disputada en Kyalami, provincia de Gauteng, Sudáfrica. Las primeras carreras se llevaron a cabo desde 1958 hasta 1960 en un circuito en el Aeropuerto Grand Central cerca de Midrand antes de mudarse a Kyalami en 1961. El evento fue un pilar hasta finales de la década de 1980, incluyendo la celebración de tres rondas del Campeonato Mundial de Sport Prototipos, sin embargo, solo se celebró tres veces entre 1989 y 2018. El evento revivirá en 2019 como parte del Intercontinental GT Challenge.

## Historia
De 1965 a 1973, la carrera fue la pieza central de la serie sudafricana Springbok Trophy Series. En 1974, el evento formó parte del Campeonato Mundial de Sport Prototipos, cambiando a un formato de 6 horas / 1000 kilómetros. Desde 1975 hasta 1979, la carrera se realizó para turismos. La carrera volvió a los autos deportivos y su duración de 9 horas en 1981 y 1982, antes de acortarse a 1000 km y volver a formar parte del Campeonato Mundial de Autos Deportivos en 1983 y 1984. Después de no celebrarse en 1985 debido a la construcción del circuito, 500 km evento fue disputado desde 1986-1988. Después de un paréntesis de diez años, revivió como una carrera de 2 horas y 30 minutos como parte de la Copa Mundial de SportsRacing de 1998-2000.
El 27 de julio de 2018, los funcionarios del circuito anunciaron que el evento a distancia de nueve horas volvería al calendario a partir de 2019 como parte de una serie renovada de Intercontinental GT Challenge de la Stéphane Ratel Organisation. El evento será el evento final de una serie global de eventos centrados en GT3 junto con las 12 Horas de Bathurst, California 8 Hours, las 24 Horas de Spa y las 10 Horas de Suzuka. La carrera estaba originalmente programada para el 3 de noviembre, pero se trasladó al 23 de noviembre para evitar un choque de fechas con la Copa Mundial de Rugby 2019.

## Estadísticas

### Constructores con más títulos
| N.º | Constructor  | Victorias | Años                                                                   |
| --- | ------------ | --------- | ---------------------------------------------------------------------- |
| 1   | Porsche      | 12        | 1958, 1960, 1961, 1969, 1973, 1981, 1982, 1983, 1986, 1987, 1988, 2019 |
| 2   | Ferrari      | 8         | 1962, 1963, 1964, 1965, 1966, 1970, 1971, 1972                         |
| 3   | BMW          | 3         | 1976, 1979, 2020, 2023                                                 |
| 4   | Mirage       | 2         | 1967, 1968                                                             |
| 4   | Ford         | 2         | 1975, 1977                                                             |
| 4   | Lola         | 2         | 1999, 2000                                                             |
| 7   | Dart         | 1         | 1959                                                                   |
| 7   | Matra        | 1         | 1974                                                                   |
| 7   | Datsun       | 1         | 1978                                                                   |
| 7   | Lancia       | 1         | 1984                                                                   |
| 7   | Riley        | 1         | 1998                                                                   |
| 7   | Mercedes-AMG | 1         | 2022                                                                   |